# Leong Ka Hang
Dans ce nom chinois, le nom de famille, Leong, précède le nom personnel.
Leong Ka Hang (en chinois : 梁嘉恆), né le 22 novembre 1992 à Macao, est un footballeur international macanais. Il évolue actuellement au poste d'attaquant au HK Pegasus FC.

## Biographie

### Carrière en club
Le 8 septembre 2014, Leong Ka Hang fait un essai avec le club hongkongais du Wofoo Tai Po. Il signe au Tai Po le 6 novembre. Le 22 novembre, lors de son 22e anniversaire, il dispute sa première rencontre contre le Sun Pegasus en First Division (0-0). 
Le 21 juillet 2016, il rejoint le HK Pegasus FC en première division hongkongaise.

### Carrière internationale
Leong Ka Hang compte 25 sélections et 10 buts avec l'équipe de Macao depuis 2010.
Il est convoqué pour la première fois en équipe de Macao, pour un match amical contre la Taïwan le 8 octobre 2010, où il inscrit son premier but durant cette rencontre. Le match se solde par une défaite 7-1 des Macanais.
Lors de l'AFC Solidarity Cup 2016, il est élu meilleur joueur du tournoi.

## Palmarès

### En club
- Avec le Monte Carlo
  - Champion de Macao en 2013

- Avec le Tai Po
  - Champion de Hong-Kong de D2 en 2016

### Distinctions personnelles
- Footballeur macanais de l'année en 2011
- Meilleur joueur de l'AFC Solidarity Cup en 2016